# Guijo de Granadilla
Guijo de Granadilla es un municipio español de la provincia de Cáceres, Extremadura, distante 32 km de Plasencia. 
En su término municipal se halla el Poblado del Pantano de Gabriel y Galán, capital de la Mancomunidad Integral de Trasierra-Tierras de Granadilla.

## Geografía física

### Orografía
Se sitúa en la depresión del río Alagón, sobre terreno llano a una altitud de 390 m s. n. m.

### Clima
El clima es el típico mediterráneo, donde los meses más cálidos son julio y agosto con temperaturas medias de 27 °C y los meses más fríos son diciembre y enero con temperaturas medias de 7,5 °C.
La precipitación se reparte de lo largo del año siendo el máximo en invierno con 275 mm.

## Naturaleza
La vegetación típica son encinas, alcornoques y matorral bajo donde predominan las jaras, retamas, escobas y cantuesos.

## Historia

### Historia antigua
La calzada romana divide territorialmente los municipios de Guijo de Granadilla y Oliva de Plasencia. El Municipium Flavium Caparense, Las ruinas romanas de esta emblemática ciudad romana se encuentra situadas, justamente en el centro de esta línea divisoria como es la calzada romana "Vía de la Plata" Actualmente las excavaciones de sus ruinas corresponden a espacios del término de Guijo de Granadilla como es el Foro de época Flavia. La datación de esta ciudad, podemos atribuirla a época de Augusto, donde se establecieron los cánones fundacionales de una nueva urbe. Se le ha venido atribuyendo a este enclave un yacimiento indígena anterior, la situación totalmente llana junto al río Ambroz,no fue un lugar apropiado para establecer un poblamiento posiblemente Vetón, dada la escasa seguridad que en aquellos tiempos era necesarios, El vocablo Capera, Cappara o los caparenses, fueron ciudadanos que tuvieron una vinculación posiblemente en los territorios adyacentes próximos.

### Historia moderna

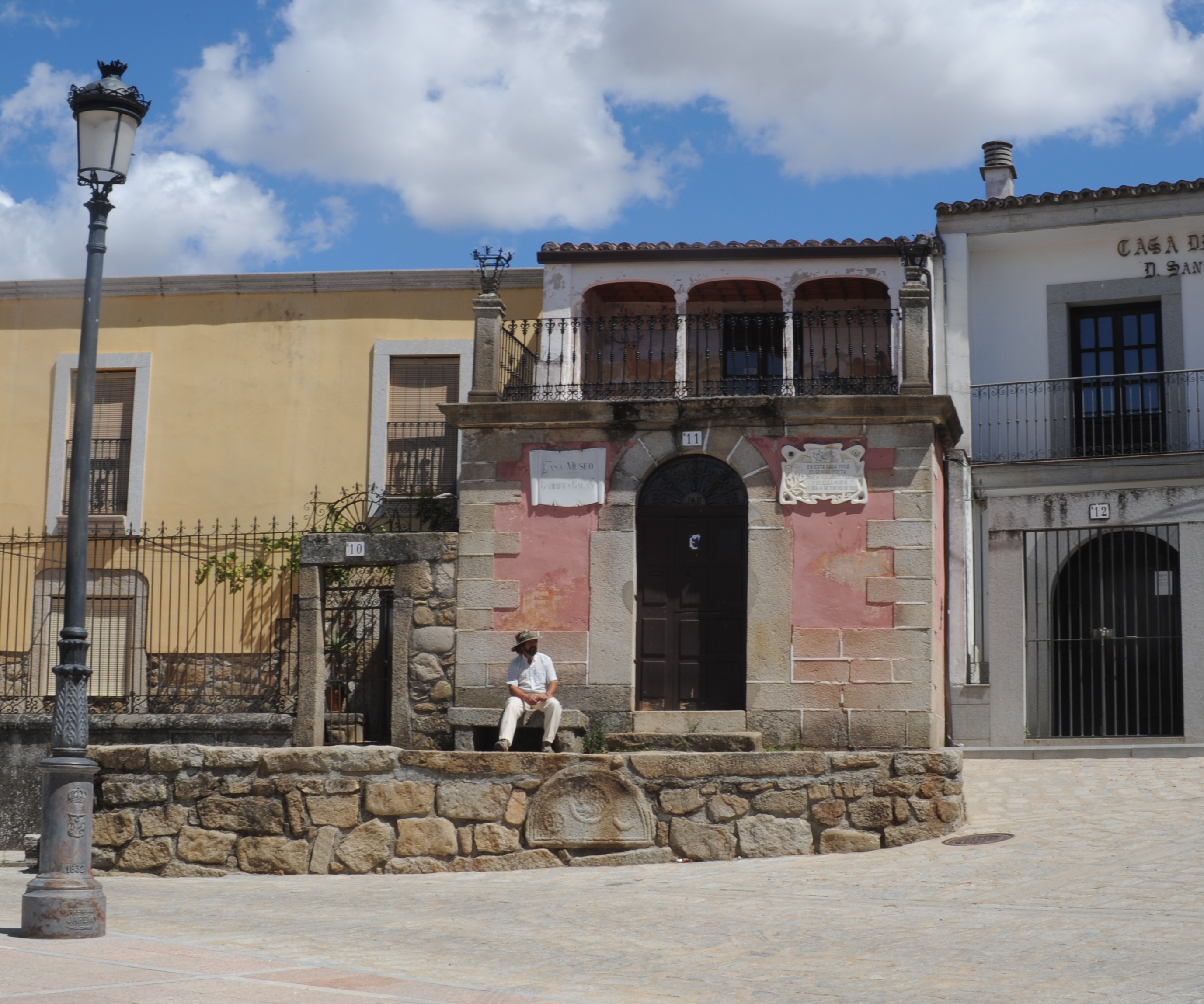
Casa Museo de Gabriel y Galán en Guijo de Granadilla.

A la caída del Antiguo Régimen la localidad se constituye en municipio constitucional en la región de Extremadura, Partido Judicial de Granadilla que en el censo de 1842 contaba con 190 hogares y 1041  vecinos.
En esta localidad vivió y murió el poeta José María Gabriel y Galán. El habla, los paisajes y la idiosincrasia popular de estas tierras extremeñas sirvieron de inspiración para la mayor parte de su poesía. El ayuntamiento de Guijo de Granadilla conserva la casa donde habitó el poeta, convertida en museo.
El padre del famoso dibujante argentino Guillermo Mordillo, Marcelo Mordillo Lorenzo, nació en este municipio. Era hijo de José Mordillo y Teresa Lorenzo Montero, que emigraron en 1913 a Argentina.

## Demografía
Guijo de Granadilla cuenta con una población de 487 habitantes (INE 2024).
| Gráfica de evolución demográfica de Guijo de Granadilla entre 1842 y 2021                                           |
| |
| Población de derecho según los censos de población del INE Población de hecho según los censos de población del INE |

El municipio contaba con 280 habitantes a finales del sigo XVI.

## Economía

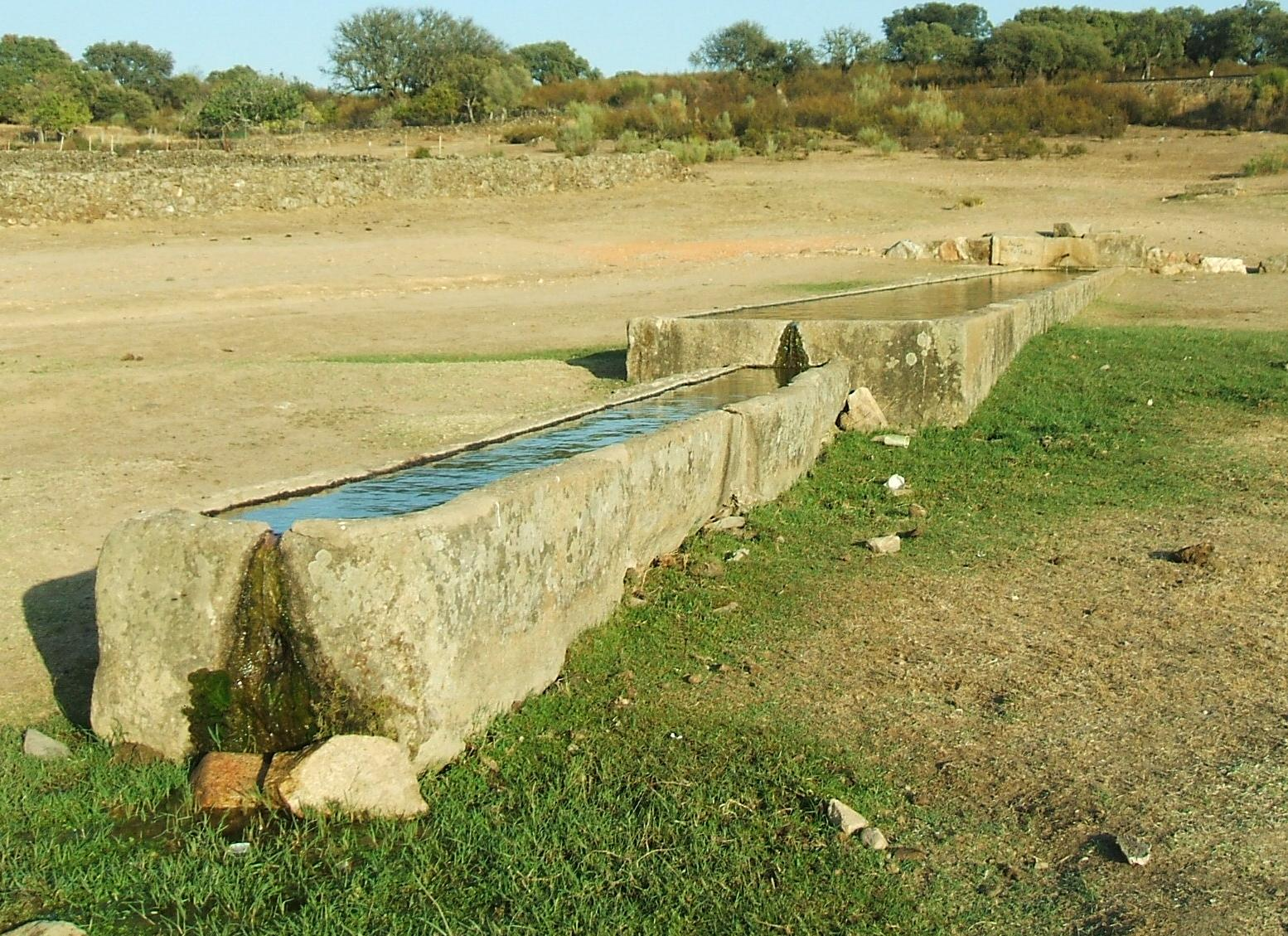
Guijo de Granadilla: abrevadero en la cañada. Fuente de Santa María.

El campo es la actividad predominante, seguida por empleados de la construcción, profesionales de servicios y en menor número el sector industrial.
La superficie total de las explotaciones agrarias asciende a 5.148 ha, donde se cultiva predominantemente la variedad de aceitunas manzanilla cacereña.
La ganadería también es importante. De las 5200 unidades ganaderas. 800 son de bovino, 4.000 de ovino y 400 de caprino.

## Patrimonio
- [1] Ermita de "Hojaranzo" Donde se encuentra una inscripción funeraria en la obra de esta ermita, procedente de Cáparra, como algunas de sus piedras que sirvieron para su construcción en el siglo XVIII.
- Iglesia parroquial católica bajo la advocación de San Andrés Apóstol, perteneciente a la diócesis de Coria;[6]
- Ermita del Cristo de la Misericordia, que tiene en su interior una talla del Santo Cristo en madera, de principios del siglo XVI. Aquí se inspiró el poeta Gabriel y Galán para hacer una de sus más conocidas poesías: El Cristu Benditu.
- Puente romano de Cáparra;
- Comparte con Oliva de Plasencia las ruinas romanas de Cáparra.

## Fiestas locales
- Romería de la Virgen de Hojaranzo, se celebra el último sábado de abril.
- Semana cultural, se celebra la segunda semana de mayo y termina con la fiesta de la exaltación de la poesía en honor a José María Gabriel y Galán.
- Fiesta de Santa Ana, patrona del pueblo se celebra el 26 de julio.
- Fiesta en honor al Cristu Benditu, se celebra el 14 de septiembre.

## Deportes
En la zona del Pantano de Gabriel y Galán se encuentra el Centro Internacional de Innovación Deportiva en el Medio Natural, también conocido como "El Anillo".